# Карлос Менсіа
Карлос Менсіа (англ. Carlos Mencia) — американський стендап-комік, актор, сценарист і продюсер. Відомий своїми сміливими неоднозначні жартами на теми політики, раси, правосуддя, соціально-класового розшарування, національних катастроф.

## Життєпис
Нед Арнел Менса (справжнє ім'я коміка) народився 22 жовтня 1967 року в місті Сан-Педро-Сула, Гондурас. Був сімнадцятим з вісімнадцяти дітей (11 сестер і 6 братів) в родині. Батько — Роберто Холнесс, гондурасець, чиї предки були з Німеччини, Великої Британії та Кайманових островів. Мати — Магделена Менса, мексиканка. На момент народження Неда Арнела його батьки перебували в складних стосунках, тому на вимогу матері Нед отримав прізвище матері, а не батька. Проте майбутній актор до 18 років називав себе Нед Холнесс.